# Première Conférence des Nations unies sur l'océan
Pour les articles homonymes, voir Conférence des Nations unies sur l'océan (homonymie).
La première Conférence des Nations unies sur l'océan de 2017 est une Conférence des Nations unies sur l'océan qui se tient du 5 au 9 juin 2017 et vise à mobiliser des actions pour la conservation et l'utilisation durable des océans, des mers et des ressources marines,,.

## Problèmes
On dit que les eaux de la Terre sont « menacées comme jamais », la pollution, la surpêche et les effets du changement climatique nuisant gravement à la santé de nos océans. Par exemple, avec le réchauffement et l'devenant plus acides, la biodiversité diminue et la modification des courants entraînera des tempêtes et des sécheresses plus fréquentes,,,,. Chaque année, environ 8 millions de tonnes de déchets plastiques se déversent dans l'océan et se retrouvent dans les courants océaniques circulaires. Cela provoque la contamination des sédiments du fond marin et l'enfouissement des déchets plastiques dans la chaîne alimentaire aquatique.Si rien n’est fait, les océans pourraient contenir plus de plastique que de poissons d’ici 2050,,. Les habitats clés tels que les récifs coralliens sont menacés et la pollution sonore constitue une menace pour les baleines, les dauphins et d'autres espèces,,. En outre, près de 90 % des stocks de poissons sont surexploités ou entièrement exploités, ce qui coûte plus de 80 milliards de dollars par an en pertes de revenus.

## Objectif de la conférence
Le Secrétaire général de l'ONU António Guterres a déclaré qu'une action mondiale décisive et coordonnée peut résoudre les problèmes créés par l'humanité. Peter Thomson, président de l'Assemblée générale des Nations Unies, a souligné l'importance de la conférence, déclarant : « Si nous voulons un avenir sûr pour notre espèce sur cette planète, nous devons agir maintenant sur la santé de l'océan et sur le changement climatique. »,.

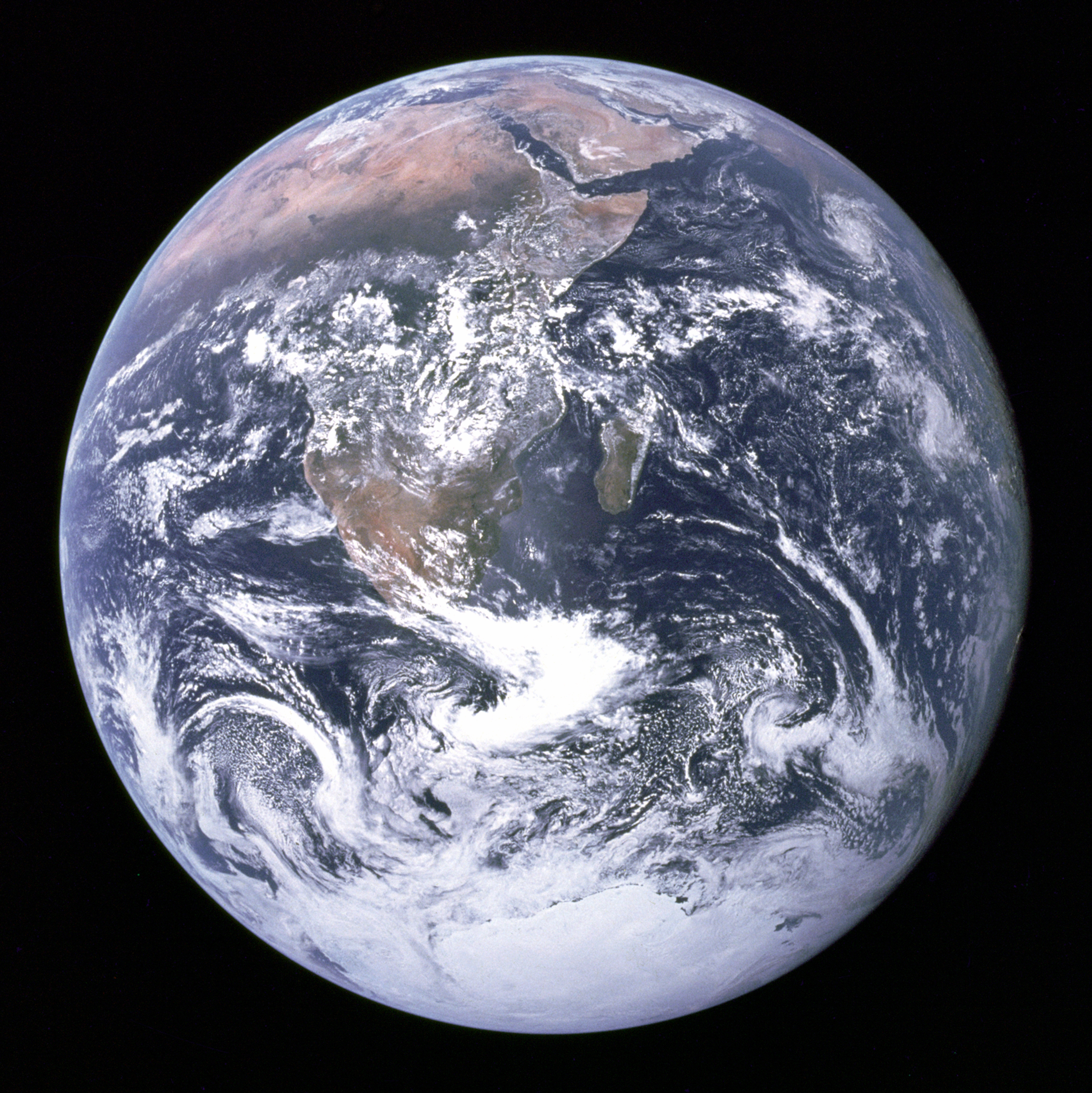
La Terre est souvent appelée la « planète bleue » car les océans couvrent plus de 70 % de la planète lui donnant une apparence nettement bleue lorsqu'il est vu de l'espace,, (Ici photographiée par Apollo 17 en 1972).

La conférence a cherché à trouver des moyens et à encourager la mise en œuvre de l'« Objectif de développement durable 14 ». Son thème est « Nos océans, notre avenir : partenariat pour la mise en œuvre de l'Objectif de développement durable 14 ». Elle a également demandé aux gouvernements, aux organismes des Nations Unies et aux groupes de la société civile de prendre des engagements volontaires pour agir afin d'améliorer la santé des océans, avec plus de 1 000 engagements pris, notamment sur la gestion des Aires marines protégées,,.
Depuis 2014, la Conférence des Nations Unies sur les océans et la Conférence Notre océan ont recueilli plus de 2 160 engagements financiers et autres engagements quantifiables, mobilisant plus de 130 milliards de dollars.

## Participation
Les participants comprennent des chefs d'État et de gouvernement, des représentants de la société civile, des hommes d'affaires, des acteurs, des universitaires et des scientifiques, ainsi que des défenseurs de l'océan et de la vie marine venus de près de 193 à 200 pays,,,. Environ 6 000 dirigeants se sont réunis pour la conférence au cours de la semaine,,.

## Organisation
Les gouvernements des Fidji et de la Suède étaient responsables de l’organisation conjointe de la Conférence,,,,,. La Conférence devait initialement se tenir aux Fidji. Mais le cyclone Winston a causé d'importants dégâts sur l'île en 2016 et la Conférence a été déplacée à New York.

## Dialogues
Sept dialogues de partenariat portant sur un thème riche en relations entre États développés ont été coprésidés par l'Australie et le Kenya, l'Islande et le Pérou, le Canada et le Sénégal, l'Estonie et la Grenade, l'Italie et les Palaos, Monaco et le Mozambique et la Norvège et l'Indonésie,.

## Petits États insulaires
Les ministres de petits États insulaires en développement tels que Palau, Fidji et Tuvalu ont plaidé pour une aide, car pour eux, le problème est existentiel et ne se limite pas à une perspective à long terme,,.

## Résultats

### Introduction aux engagements
Plus de 1 300 engagements volontaires ont été pris, ce que le Secrétaire général adjoint aux affaires économiques et sociales des Nations Unies Wu Hongbo a qualifié de « véritablement impressionnant » et a déclaré qu'ils constituent désormais un « registre des solutions pour les océans » via la plateforme publique en ligne (https://oceanconference.un.org/commitments),44 % des engagements proviennent des gouvernements, 19 % des ONG, 9 % des entités des Nations Unies et 6 % du secteur privé.

### Plastiques
Les délégués de Chine, de Thaïlande, d’Indonésie et des Philippines se sont engagés à œuvrer pour empêcher le plastique de se retrouver dans les mers. Les Maldives ont annoncé l'élimination progressive de leur plastique non biodégradable et l'Autriche s'est engagée à réduire le nombre de sacs en plastique légers utilisés par personne à 25 par an d'ici 2019.

### Aires marines protégées
Plusieurs pays ont annoncé des projets de création d'aires marines protégées. La Chine prévoit de créer 10 à 20 « zones de démonstration » d'ici 2020 et a adopté une réglementation exigeant que 35 % du littoral chinois soit naturel d'ici 2020. Le Gabon a annoncé qu'il allait créer l'une des plus grandes aires marines protégées d'Afrique, avec environ 53 000 kilomètres carrés d'océan en plus de ses zones existantes,,. La Nouvelle-Zélande a affirmé l'engagement du gouvernement à établir le sanctuaire océanique des îles Kermadec/Rangitahua, qui, avec 620 000 kilomètres carrés, serait l'une des plus grandes zones entièrement protégées au monde,,. Le Pakistan a également annoncé la création de sa première zone marine protégée.

## Engagements financiers
L'organisation internationale de protection de la faune sauvage Wildlife Conservation Society, basée aux États-Unis, a créé le Fonds pour les AMP en 2016, ainsi que le Fonds Blue Moon, pour un engagement combiné de 15 millions de dollars visant à créer 3,7 millions de kilomètres carrés de nouvelles aires marines protégées. La Fondation Tiffany & Co. a ajouté une subvention d'un million de dollars à ce fonds la semaine de la conférence. La ministre fédérale allemande de l'Environnement, de la Protection de la nature, de la Construction et de la Sûreté nucléaire, Barbara Hendricks (politicienne), s'est également engagée à allouer 670 millions d'euros à des projets de conservation marine et a pris 11 engagements volontaires,.

### Déclarations notables
Le directeur général adjoint de l'Administration océanique d'État de Chine, Lin Shanqing, premier producteur et exportateur mondial de poisson, a déclaré que son pays était « prêt, fort de sa propre expérience de développement, à œuvrer activement à l'établissement, dans le domaine de l'océan, d'un partenariat bleu ouvert, inclusif, concret, pragmatique, mutuellement bénéfique et gagnant-gagnant avec d'autres pays et organisations internationales »

### Appel unifié à l'action
La conférence s'est achevée par l'adoption par consensus d'un appel à l'action en 14 points par les 193 États membres de l'ONU, dans lequel ils ont affirmé leur « ferme engagement à préserver et à exploiter durablement nos océans, nos mers et nos ressources marines pour un développement durable »,,,,. Avec cet appel, la Conférence sur les océans cherchait également à sensibiliser le monde entier aux problèmes des océans.

### Secteur privé
Le 9 juin, un événement officiel en marge de la Conférence des Nations Unies sur les océans a été organisé pour examiner les moyens par lesquels le secteur privé apporte des solutions concrètes aux problèmes, notamment en améliorant l'efficacité énergétique et la gestion des déchets et introduire des outils basés sur le marché pour réorienter les investissements, les subventions et la production.
Neuf des plus grandes entreprises de pêche au monde, originaires d'Asie, d'Europe et des États-Unis, ont adhéré à l'initiative Seafood Business for Ocean Stewardship (SeaBOS), soutenue par le Centre de résilience de Stockholm, afin de mettre fin aux pratiques commerciales non durables.

### Projets de recherche et de technologie

#### Technologie, plateformes, etc
Lors de la conférence, l'Indonésie a présenté son système de surveillance des navires (VMS), révélant publiquement la localisation et l'activité de ses bateaux de pêche commerciale sur la plateforme de cartographie publique « Global Fishing Watch ». Brian Sullivan déclare que la plateforme peut facilement intégrer des sources de données supplémentaires qui peuvent permettre de « passer des données brutes à la production rapide de visualisations et de rapports dynamiques qui favorisent la découverte scientifique et soutiennent les politiques pour une meilleure gestion des pêches ».

### Science, recherche, etc
Irina Bokova, de l'UNESCO, souligne que « nous ne pouvons pas gérer ce que nous ne pouvons pas mesurer, et qu'aucun pays n'est capable à lui seul de mesurer la multitude de changements qui se produisent dans l'océan », et appelle à davantage de recherche océanographique et de partage des connaissances pour élaborer des sciences communes
.
Le Pérou a coprésidé le « Dialogue de partenariat 6 – Accroître les connaissances scientifiques et développer les capacités de recherche et transfert de technologie marine » avec l'Islande.

Le 7 juin, des chercheurs de la fondation néerlandaise The Ocean Cleanup ont publié une étude selon laquelle les fleuves, comme le Yangtze, charrient entre 1,15 et 2,41 millions de tonnes de plastique dans la mer chaque année,,,.

## Obstacles à la mise en œuvre

### Intérêts territoriaux  économiques, ...et en matière de ressources à court terme nationaux

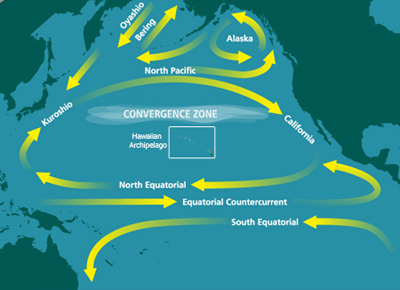
Zone de convergence subtropicale du Pacifique Nord − emplacement de la grande plaque de déchets du Pacifique

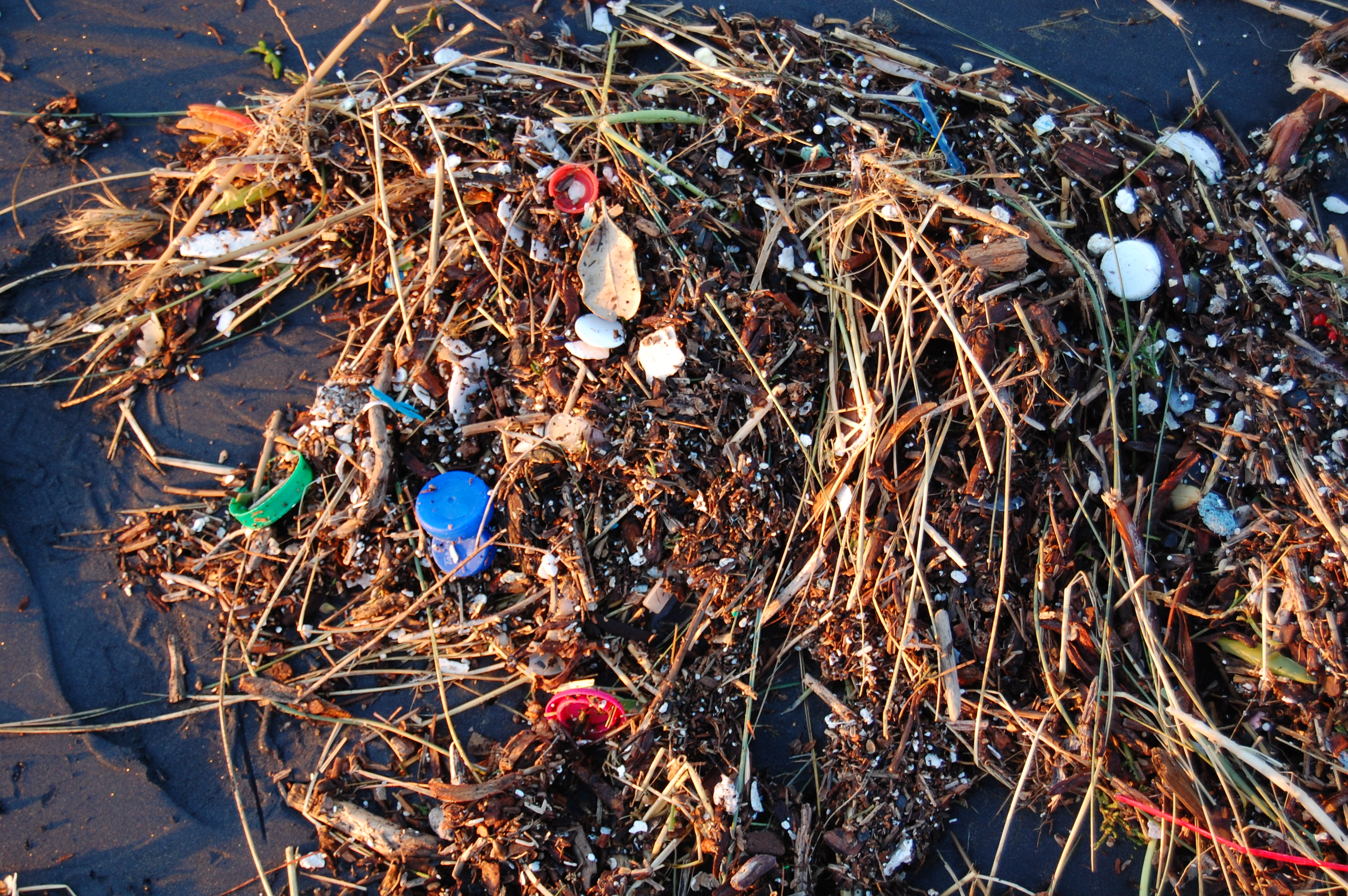
Un exemple de pollution marine que la conférence visait à éviter

Le Secrétaire général de l'ONU, António Guterres, a averti que si les nations ne surmontent pas leurs intérêts territoriaux et leurs ressources à court terme, l'état des océans continuera de se détériorer. Il cite également la « dichotomie artificielle » entre emplois et santé des océans comme l'un des principaux défis et appelle à un leadership politique fort, à de nouveaux partenariats et à des mesures concrètes,,,,,.
La vice-secrétaire générale des Nations Unies, Amina J. Mohammed, met en garde contre les dangers qu'il y a à négliger les préoccupations climatiques au profit d'un prétendu « gain national », affirmant qu'il existe « une obligation morale envers le monde sur lequel [on vit] »

### Inde
L'Inde a participé indirectement par l'intermédiaire de deux organisations non gouvernementales jusqu'au 9 juin, date à laquelle le ministre d'État aux Affaires étrangères M J Akbar a déclaré à la conférence que l'impact négatif de la surpêche, de la destruction de l'habitat, de la pollution et du changement climatique devenait de plus en plus évident et que le temps d'agir serait « déjà largement dépassé »,.

### Etats Unis
Le président bolivien Evo Morales a déclaré lors de la conférence que le États-Unis, l'un des principaux pollueurs mondiaux, a nié la science, tourné le dos au multilatéralisme et tenté de refuser un avenir aux générations futures en décidant de quitter l'accord de Paris, faisant de celui-ci « la principale menace pour la Terre Mère et la vie elle-même »,,,,. Albert II (prince de Monaco) a qualifié le retrait de Trump de « catastrophique » et la réaction des maires, des gouverneurs et de nombreux acteurs du monde des affaires des États-Unis de « merveilleuse ». Le 30 mai, la vice-première ministre suédoise Isabella Lövin a déclaré que les États-Unis résistaient aux projets visant à souligner la manière dont le changement climatique perturbe la vie dans les océans lors de la conférence, que les États-Unis avaient eu un impact négatif sur les préparatifs et que « le déclin des océans est vraiment une menace pour la planète entière » avec une « nécessité de commencer à travailler ensemble »,. Lövin souligne également les difficultés à s'engager avec Washington lors de la conférence, en partie parce que des postes clés à la National Oceanic and Atmospheric Administration restent vacants depuis la fin de l'administration Obama.

### Subventions
Le Secrétaire général de la CNUCED, Mukhisa Kituyi, déclare que les subventions des gouvernements riches encouragent la surpêche, la surcapacité et peuvent contribuer à la pêche illicite, non déclarée et non réglementée, créant ainsi insécurité alimentaire, chômage et pauvreté pour les personnes dont la principale source d'alimentation ou de subsistance est le poisson.

## Impact et progrès
La biologiste marineAyana Elizabeth Johnson souligne que le travail de l'ONU à lui seul est loin d'être suffisant et que pour résoudre cette crise existentielle de la santé de notre environnement mondial, un leadership fort et inspiré à tous les niveaux – des maires aux gouverneurs, en passant par les PDG, les scientifiques, les artistes et les présidents – est nécessaire.

### Objectifs et degré de réalisation, etc.
En 2010, la communauté internationale a convenu de protéger 10 % des océans d'ici 2020 dans le cadre du Plan stratégique pour la biodiversité 2011-2020 de la Convention sur la diversité biologique et de l'Objectif de développement durable n° 14,. Cependant, en juin 2017, moins de 3 % des océans bénéficiaient d’une forme de protection. Les engagements pris lors de la conférence ajouteraient environ 4,4 % supplémentaires de zones marines protégéesportant le total protégé à environ 7,4 % de l'océan. Une étude ultérieure (en 2018) révèle que 3,6 % étaient protégés,.
Peter Thomson a qualifié la conférence de succès, se déclarant « satisfait de ses résultats » et estimant que la conférence, « tenue à un moment crucial », avait « inversé la tendance en matière de pollution marine ». Il a ajouté que « nous travaillons désormais, partout dans le monde, à rétablir un équilibre et un respect de l'océan »,.
Elizabeth Wilson, directrice de la conservation internationale chez Pew Charitable Trusts, estime que cette réunion « sera suivie de toute une série d'autres réunions qui, nous l'espérons, auront un impact positif ».
La prochaine conférence était prévue pour 2020,,, mais reporté en raison de la pandémie de COVID-19. La ministre portugaise de la Mer, Ana Paula Vitorino, a déclaré que Lisbonne souhaiterait accueillir le prochain événement en 2020. La secrétaire du Cabinet des Affaires étrangères du Kenya, Amina Mohamed, a également proposé que le Kenya accueille le prochain événement,. La conférence a apparemment eu lieu entre le 27 juin et le 1er juillet 2022.

## Culture et société

### Journées mondiales de sensibilisation
L'événement a coïncidé avec la Journée mondiale des océans, le 8 juin, et a débuté avec la Journée mondiale de l'environnement, le 5 juin,,,,.

### Événements annexes
Le 4 juin, le Festival mondial de l'océan s'est tenu à Governors Island, à New York. Organisé par la Ville de New York et la Global Brain Foundation, il était gratuit et ouvert au public,,

### Événements culturels prévus
La Chine a annoncé une nouvelle compétition internationale de voile et Rebecca Wang, attachée de presse du Noahs Sailing Club, a déclaré que « la voile permet de mieux apprécier l'océan et l'environnement naturel. De nombreux Chinois fortunés pensent aux yachts de luxe lorsqu'ils évoquent les sports nautiques, et nous nous efforçons de promouvoir une culture maritime plus respectueuse de l'environnement ».

### Campagne cyber/réseaux sociaux / citoyens
Les utilisateurs des réseaux sociaux du monde entier utilisent le hashtag #SaveOurOcean pour discuter, s'informer et diffuser des informations sur la conférence et ses objectifs,. La campagne politique #CleanSeas appelle les gouvernements, l'industrie et les citoyens à mettre fin à l'utilisation excessive et inutile du plastique à usage unique et à éliminer les microplastiques dans les cosmétiques, sa pétition ayant été signée par plus d'un million de personnes,,,.

## Autres conférences des Nations unies sur l'océan
Après cette première conférence à New York, une deuxième Conférence des Nations unies sur l'océan (UNOC2) s'est tenue à Lisbonne, du 27 juin au 1er juillet 2022. Elle a été organisée conjointement par le Portugal et le Kenya. La France et le Costa Rica ont organisé conjointement la troisième Conférence des Nations unies sur l'océan (UNOC3) à Nice, du 9 au 13 juin 2025,. La Quatrième Conférence des Nations unies sur l'océan (UNOC4) a été annoncée comme étant co-organisée par le Chili et la République de Corée en 2028.